# Prinsen van Aragón
De prinsen van Aragón waren kinderen van Ferdinand van Antequera en Eleonora Urraca van Castilië.

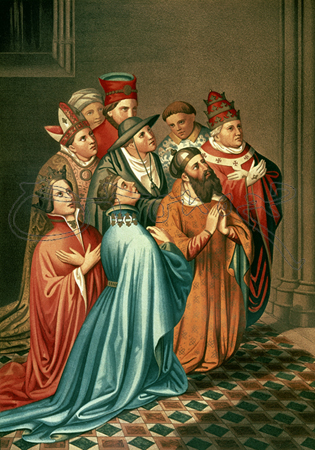
Ferdinand van Antequera was de vader van de Prinsen van Aragón

De prinsen van Aragón, in het Spaans Infantes de Aragón, speelden een belangrijke rol in de geschiedenis van de koninkrijken Aragón en Castilië. De Infanten maakten deel uit van het huis Trastámara dat belangrijke bezittingen had in Castilië. Gedurende de regering van Johan II van Castilië probeerden de prinsen hun macht in het koninkrijk uit te breiden ten koste van de koning en de overige adel.
Uiteindelijk moesten ze het onderspit delven in de Eerste Slag bij Olmedo in 1445.
De prinsen waren:
- Alfons V van Aragón (1394-1458), was later koning van Aragón van 1416 tot 1458
- Maria van Aragón (1396-1445), was later koningin van Castilië, van 1420 tot 1445
- Johan II van Aragón (1397-1479), was later koning van Navarra van 1425 tot 1479, en koning van Aragón van 1458 tot 1479
- Hendrik van Aragón (1400-1445), bleef prins van Aragón tot aan zijn dood ten gevolge van verwondingen opgelopen in de Eerste slag bij Olmedo.
- Eleonora van Aragón (1402-1449), was later koningin van Portugal van 1433 tot 1438
- Isabel van Aragón
- Peter van Aragón (1406-1438), stierf door een kogel tijdens een beleg om Napels.
- Sancho van Aragón (1408-1416), werd met acht jaar Grootmeester van de Orde van Alcántara en Calatrava